# Žalm 132

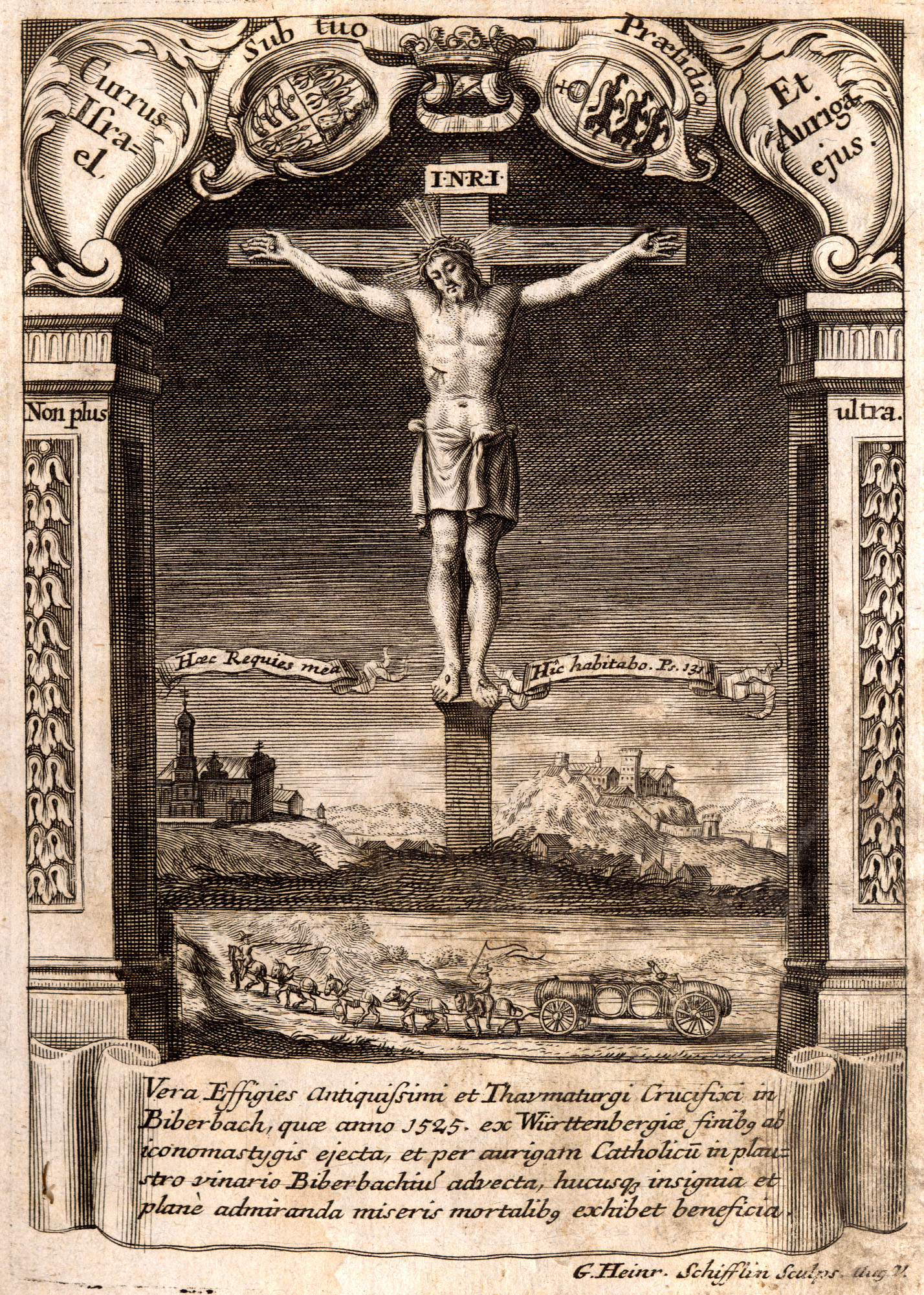
Umělecké ztvárnění Ježíše na kříži, pod ním je napsán text žalmu 132

Žalm 132 („Hospodine, rozpomeň se na Davida“) je biblický žalm. V překladech, které číslují podle Septuaginty, se jedná o 131. žalm. V hebrejské předloze je žalm nadepsán těmito slovy: Šir hama'alot (שִׁיר הַמַּעֲלוֹת, „Poutní píseň“ či „Píseň stupňů“). Jedná se o třináctý z řady patnácti žalmů, které mají v nadepsání tuto upřesňující informaci. Podle některých vykladačů souvislé pásmo patnácti těmito slovy nadepsaných žalmů tvořilo jakýsi „zpěvník poutníků putujících do Jeruzaléma.“ Raši naproti tomu tvrdí, že takto nadepsané žalmy odříkávali levijci na patnácti stupních klesajících v Chrámu z dvorany Izraele do ženské dvorany a že je pro tento účel uspořádal a předem stanovil už král David.

## Užití v liturgii
V judaismu je žalm podle siduru recitován v rámci liturgie Borchi nafši (Žehnej duše má), a to po odpolední modlitbě o každém Šabatu v období mezi svátkem Sukot a Šabat ha-gadol.